# 센스 N140
센스 N140(Sens N140)은 삼성전자가 2009년 9월에 출시한 넷북 컴퓨터이다.

## 세부 모델
N140의 세부 모델과 그 차이는 아래와 같다.
| 모델명        | 색상     |
| ------------- | -------- |
| NT-N140-KA17V | 딥퍼플   |
| NT-N140-KA17P | 갠디핑크 |
| NT-N140-KA17W | 펄화이트 |
| NT-N140-KA17S | 블랙     |